# Saburro Peak
Saburro Peak är en bergstopp i Antarktis. Den ligger i Östantarktis. Australien gör anspråk på området. Toppen på Saburro Peak är 1 860 meter över havet, eller 27 meter över den omgivande terrängen. Bredden vid basen är 0,32 km.
Terrängen runt Saburro Peak är kuperad åt nordost, men åt sydväst är den platt. Trakten är obefolkad. Det finns inga samhällen i närheten.